# Guianodendron praeclarum
Guianodendron praeclarum là một loài thực vật có hoa trong họ Đậu. Loài này được (Sandwith) R. Schütz & A.M.G. Azevedo mô tả khoa học đầu tiên năm 2006.